# Aelia
Aelia is een geslacht van wantsen uit de familie schildwantsen (Pentatomidae). Het geslacht werd voor het eerst wetenschappelijk beschreven door Johann Christian Fabricius in 1803.

## Soorten
Het genus bevat de volgende soorten:

- Aelia acuminata (Linnaeus, 1758)
- Aelia albovittata Fieber, 1868
- Aelia alticola Kiritshenko, 1914
- Aelia americana Dallas, 1851
- Aelia baluchistanensis Ahmad & Zaidi, 1988
- Aelia bella Stål, 1853
- Aelia chinensis Rider & Rolston, 1995
- Aelia cognata Fieber, 1868
- Aelia contorta Kiritshenko, 1930
- Aelia cribrosa Fieber, 1868
- Aelia fieberi Scott, 1874
- Aelia frigida Kiritshenko, 1930
- Aelia furcula Fieber, 1868
- Aelia germari Küster, 1852
- Aelia klugii Hahn, 1833
- Aelia melanota Fieber, 1868
- Aelia notata Rey, 1887
- Aelia obsoleta Heer, 1853
- Aelia rostrata Boheman, 1852
- Aelia sibirica Reuter, 1886
- Aelia virgata (Herrich-Schaeffer, 1841)